# Арзак, Елена
Елена Арзак Эспина (исп. Elena Arzak Espina; род. 4 июля 1969, Сан-Себастьян, Страна Басков) — испанский шеф-повар в четвёртом поколении, дочь известного ресторатора Хуан-Мари Арзака, сотрудница престижного ресторана «Арзак» (англ. Arzak), лучшая женщина-повар в мире по версии журнала «Ресторан» (2012).

## Биография
Елена Арзак родилась 4 июля 1969 года в Сан-Себастьяне, Страна Басков, Испания. С одиннадцати лет начала работать в семейном ресторане «Арзак», в то время шеф-поваром ресторана была её бабушка Франсиска, позднее главным поваром ресторана стал отец Елены. После окончания средней школы Елена в течение шести лет проходила стажировку в известных ресторанах Европы, в частности в «Le Gavroche» (Лондон), «La Maison Troisgros» (Роан), «Pierre Gagnaire» (Париж), «elBulli» (Росас) и других. Вскоре сменила своего отца на посту шеф-повара «Арзака».
В 2011 году номинировалась на звание лучшей женщины-повара в мире, но проиграла Анн-Софи Пик (англ. Anne-Sophie Pic). В апреле 2012 года всё же удостоилась этого звания.
У Елены двое детей, Нора и Матео, она владеет четырьмя иностранными языками. Муж Елены — архитектор, принимавший участие в капитальном переоборудовании семейного ресторана.
В 2008—2011 годах снялась камео в трёх телесериалах и двух документальных фильмах.